# Sigiriya
Sigiriya o Sinhagiri (Roca del Lleó, en singalès සීගිරිය, en tàmil சிகிரியா/சிங்ககிரி) és una antiga fortalesa sobre una roca situada al nord del districte de Matale prop de la ciutat de Dambulla a la província central, Sri Lanka. És un jaciment d'importància històrica i arqueològica que està dominat per una enorme columna de granit aproximadament 180 m d'altitud.
Segons l'antiga crònica de Sri Lanka el Cūḷavaṃsa, aquesta zona era un gran bosc, després de les tempestes i esllavissades de terra es va convertir en un turó i va ser seleccionada pel rei Kassapa (477–495 dC) per a la seva nova capital. Va construir el seu palau damunt d'aquesta roca i va decorar els seus costats amb frescos de colors. En un petit altiplà a la meitat del costat d'aquesta roca va construir una porta d'entrada en forma d'un lleó enorme. El nom d'aquest lloc es deriva d'aquesta estructura; Siṃhagiri, la roca del lleó.
La capital i el palau reial van ser abandonats després de la mort del rei. Va ser utilitzat com a monestir budista fins al segle XIV. Sigiriya avui és Patrimoni de la Humanitat per la UNESCO. És un dels exemples millor conservats de l'urbanisme antic.

## Ubicació
La roca de Sigiriya és la resta d'una erupció de magma endurit d'un extint i llargament erosionat volcà. Sobresurt per sobre del pla circumdant, visible en quilòmetres des de totes les adreces. La roca mateixa és un banyó volcànic que s'eleva 370 msnm i és escarpada en tots els seus costats, i en molts llocs que sobresurten des de la base. El plànol és el·líptic i té un cim pla que s'inclina gradualment al llarg de l'eix de l'el·lipse.

## Restes arqueològiques
Sigiriya consisteix en un antic complex construït pel rei Kassapa I durant el segle V dC. El lloc de Sigiriya conté ruïnes d'un palau situat en la part superior de la roca, una terrassa de mig nivell que inclou la Porta del Lleó i el mur de mirall amb els seus frescs, el palau inferior, que s'interna sota la roca, a més dels fossats, murs i jardins que s'estenen per centenars de metres des de la base de la roca.
El lloc és alhora un palau i una fortalesa. Hi ha suficients restes per a impressionar al visitant amb una espectacular visió de la creativitat i l'enginy dels constructors.
El palau superior, en el cim de la roca conserva cisternes tallades en la roca, en les quals encara es pot trobar aigua. Els fossats i muralles que envolten el palau inferior es troben ricament ornamentats.

## Història

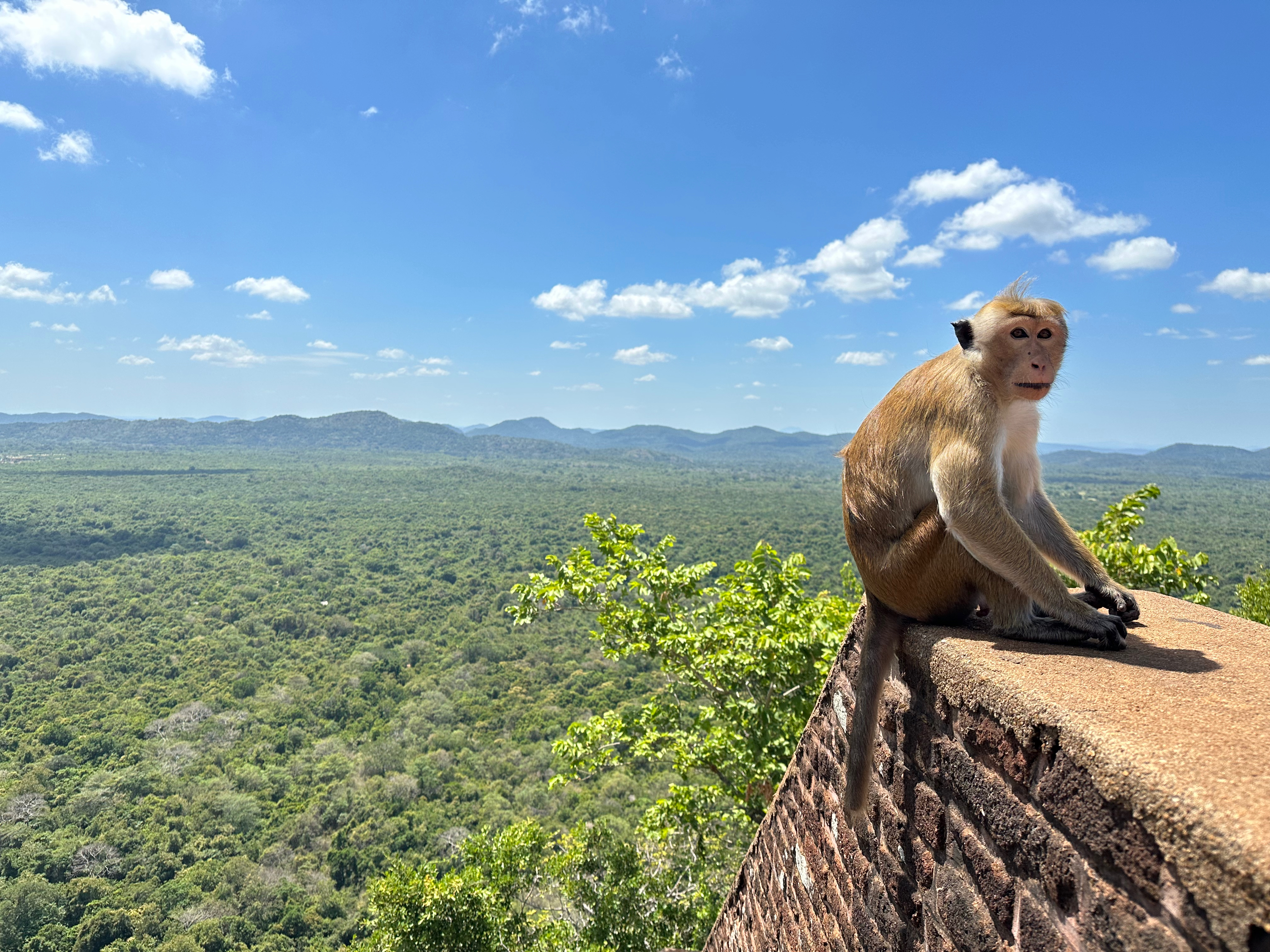
Una mona a les restes del palau

Sigiriya se suposa que fou habitada des de temps prehistòrics. Va ser utilitzada com un monestir enclavat en la roca des del segle III, amb cavernes preparades per devots budistes.
El jardí i el palau van ser fets construir per Kassapa I. Després de la mort de Kassapa, va seguir sent un complex monàstic fins al segle xiv, i més tard va ser abandonat. Les ruïnes van ser descobertes el 1908 per l'explorador britànic John Still. Les inscripcions de Sigiri van ser desxifrades per l'arqueòleg Paranavithana qui va publicar un famós treball publicat a Oxford, dedicat als Sigiri Graffiti (Els grafits de Sigiri). Ell mateix va escriure el popular llibre Story of Sigiriya (Història de Sigiriya).

## Llegendes de l'origen del lloc
El Mahavansa, l'antic registre històric de Sri Lanka, descriu al rei Kassapa com el fill del rei Dhatusena. Kassapa va assassinar el seu pare aparedant-lo viu, i després va usurpar el tron que per dret corresponia al seu germà Mogallana, fill de Dhatusena i la reina principal. Mogallana va fugir a l'Índia per escapar dels intents d'assassinat del seu germà, i va jurar venjança. En l'Índia va aixecar un exèrcit amb la intenció de retornar i reprendre el tron que per dret li corresponia. Sabent de l'inevitable retorn de Mogallana, es diu que Kassapa va construir el palau en el cim del Sigiriya com una fortalesa palatina. Mogallana finalment va arribar i va declarar la guerra al seu germà. Durant la batalla, els exèrcits de Kassapa el van abandonar, i aquest es va suïcidar caient sobre la seva espasa.
Una llegenda posterior afirma que el lloc està custodiat per vespes que ataquen els visitants que no són benvinguts i que sempre tornen malgrat els intents del govern per exterminar-les.

### Vista general

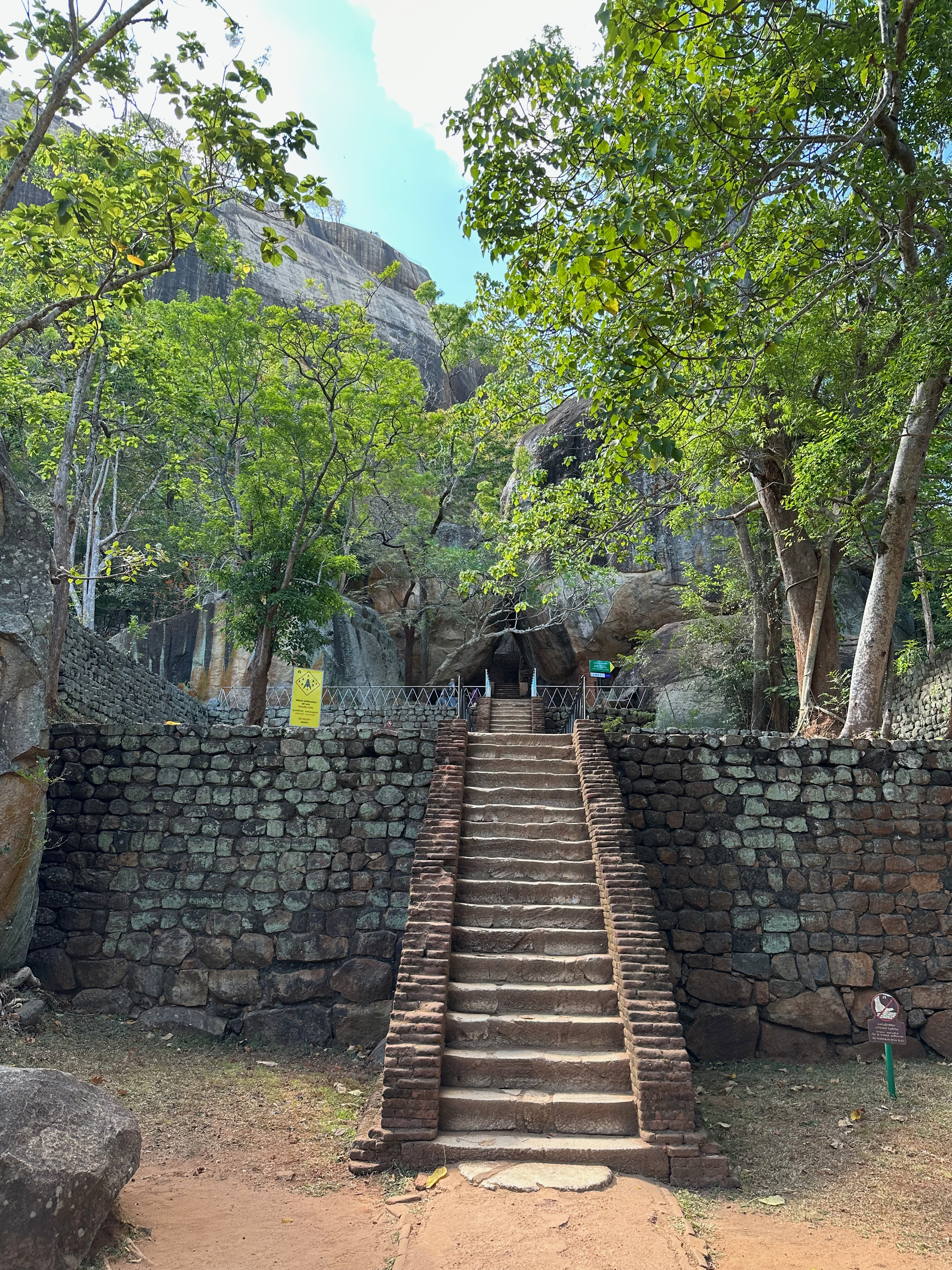
Ascendint al cim es poden veure les restes de la fortalesa
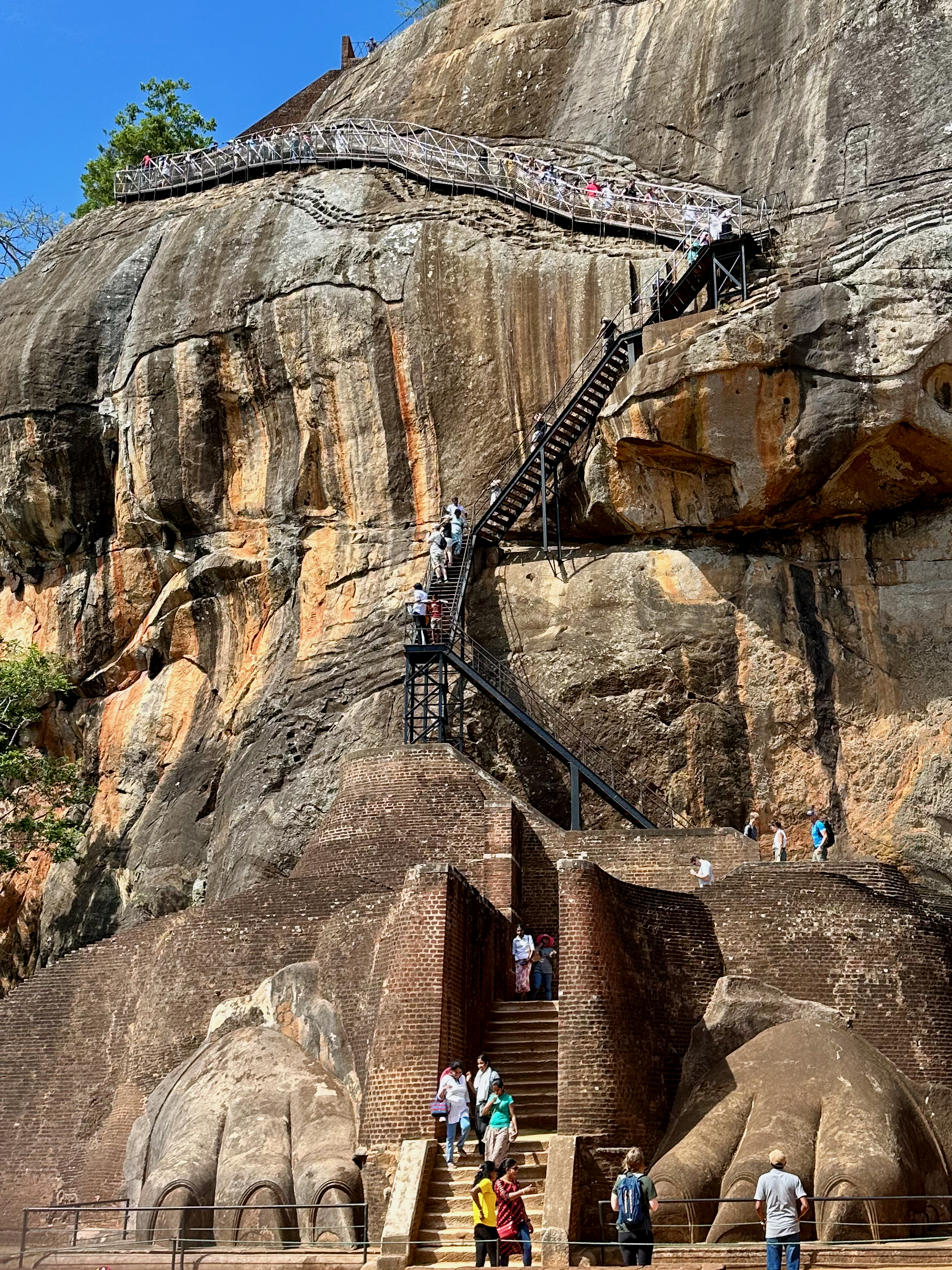
Pujada a Sigiriya; els peus del Buda a meitat del camí.
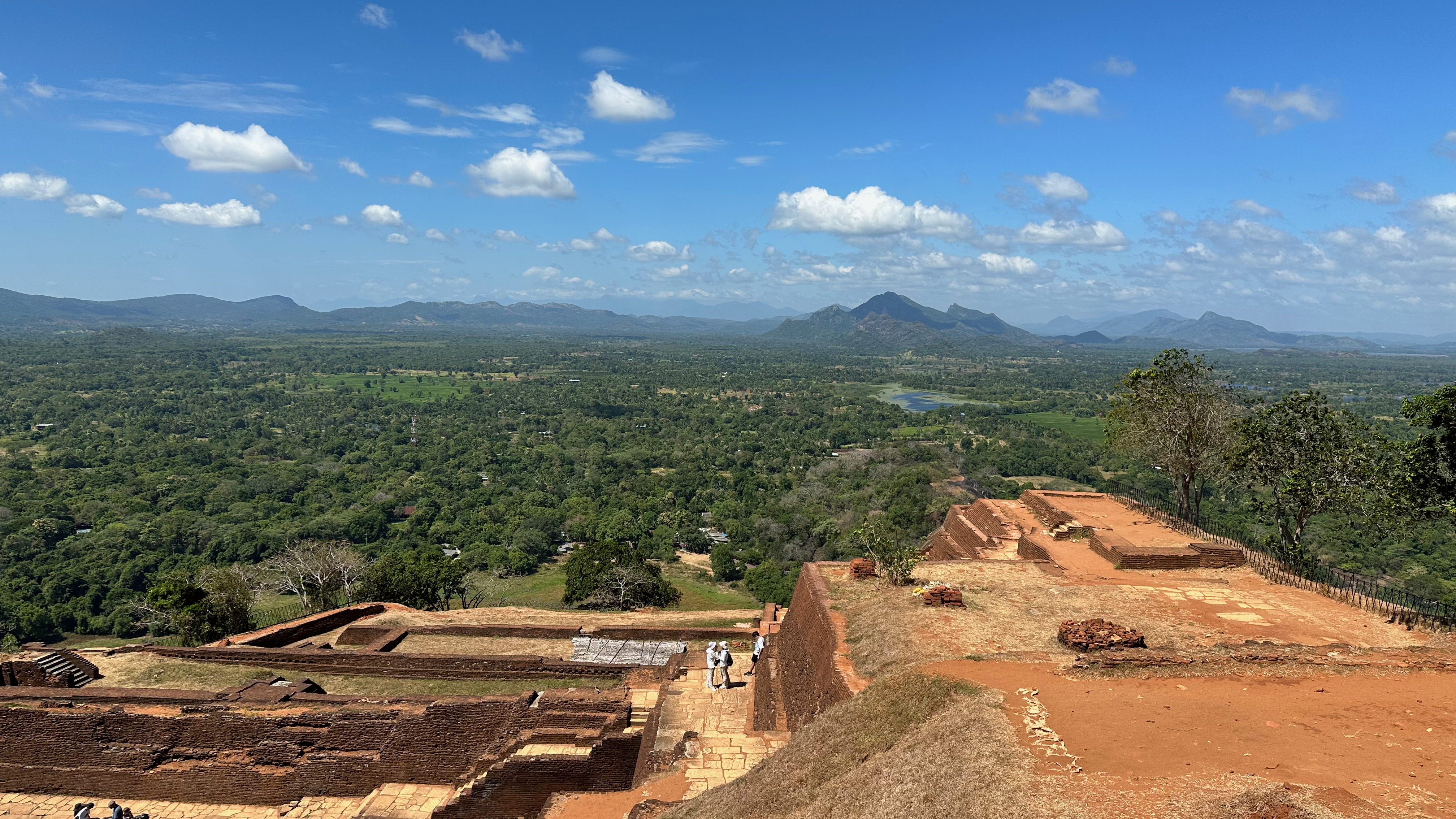
Vista des de la fortalesa de Sigiriya
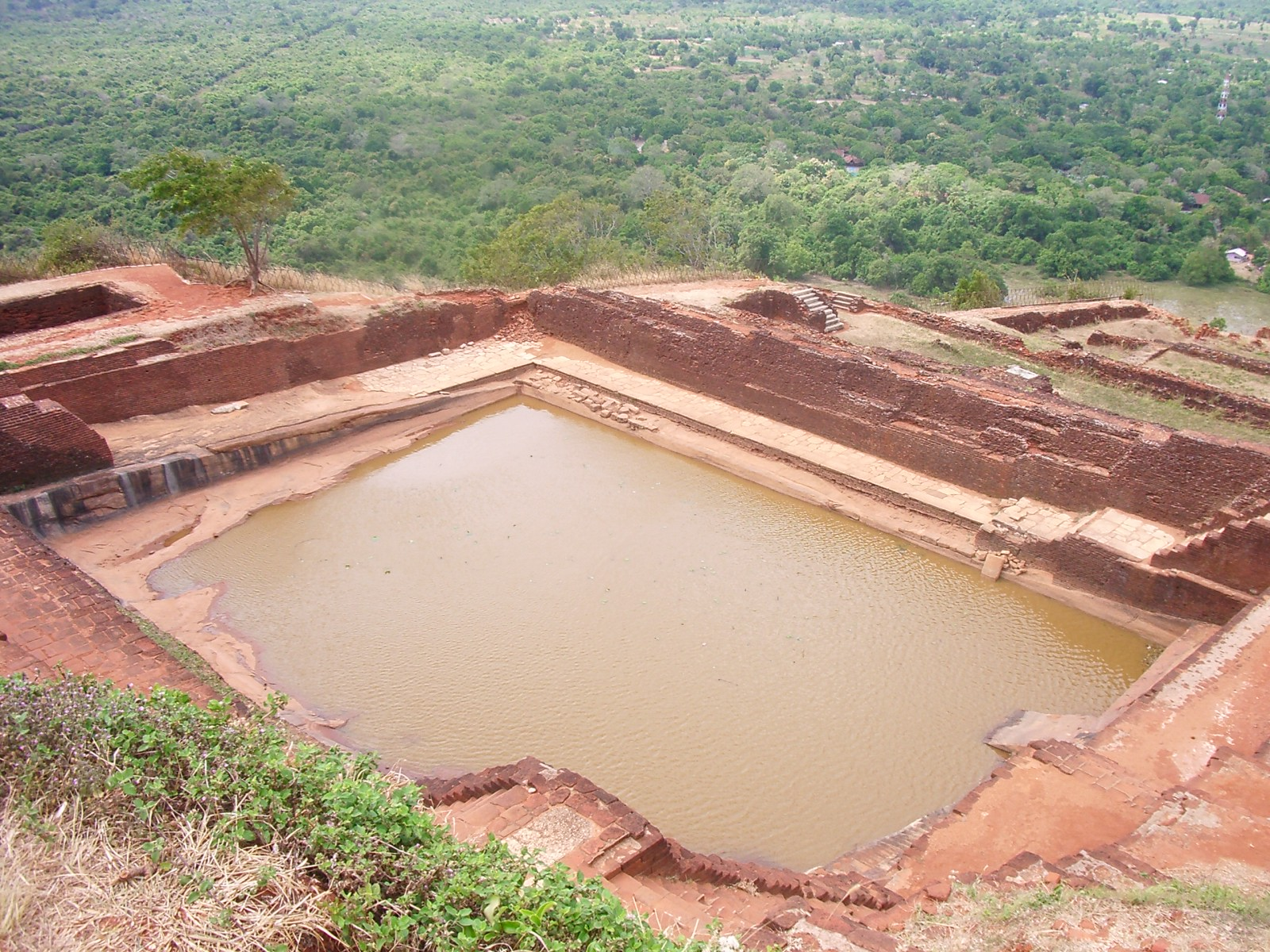
Restes de la fortalesa de Sigiriya

### Jardins

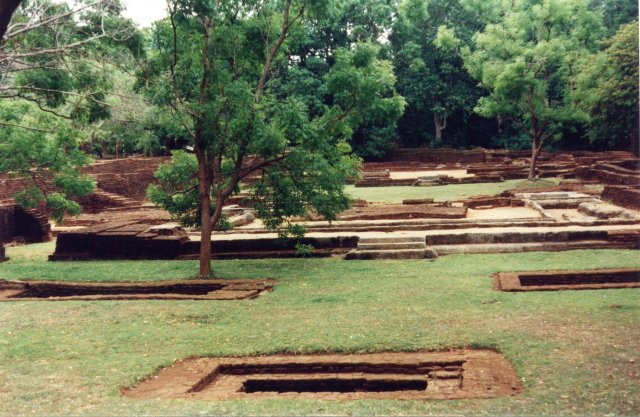
Vista dels jardins.

### Palau baix

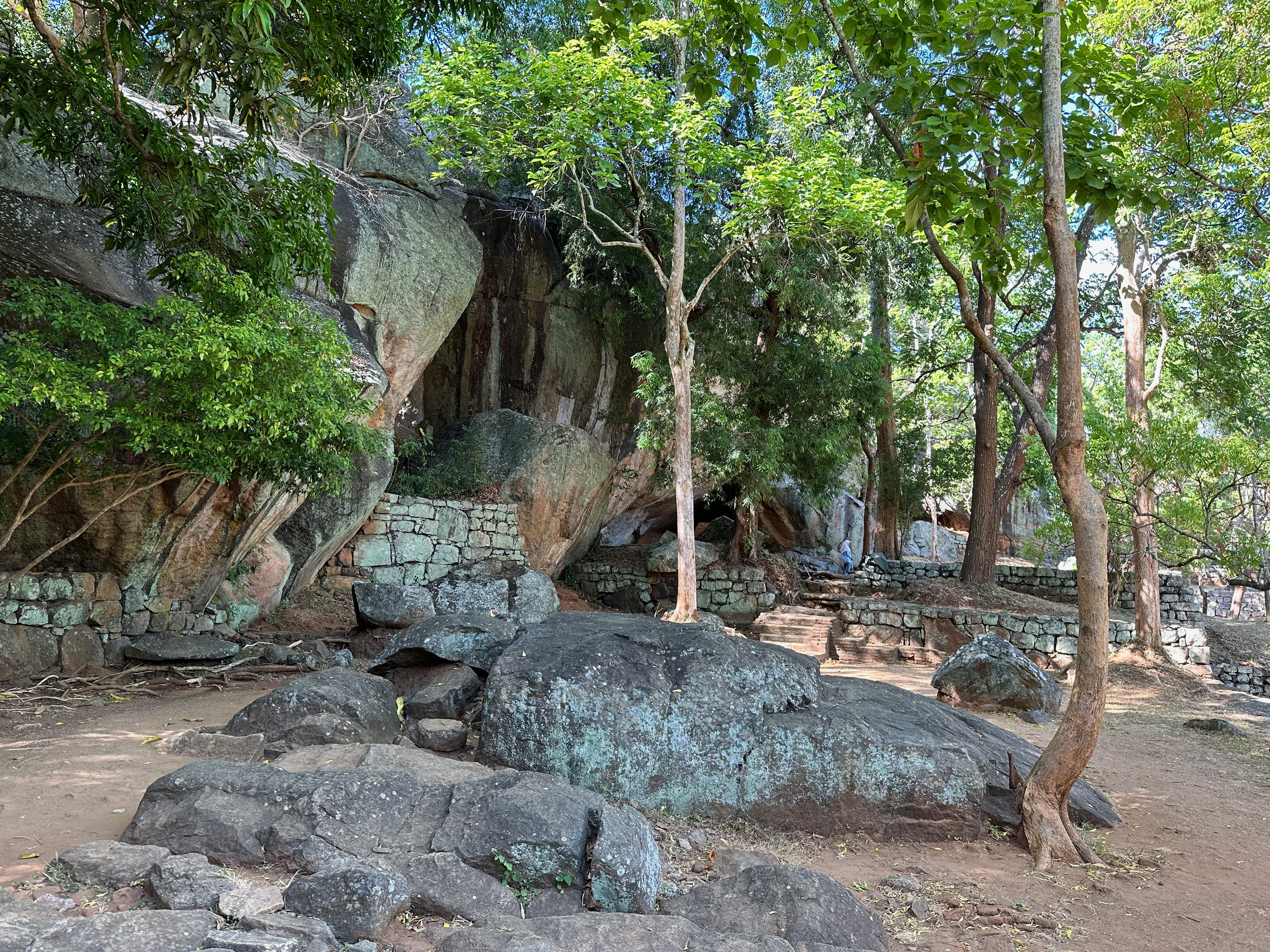
Ruïnes al peu de la roca de Sigiriya
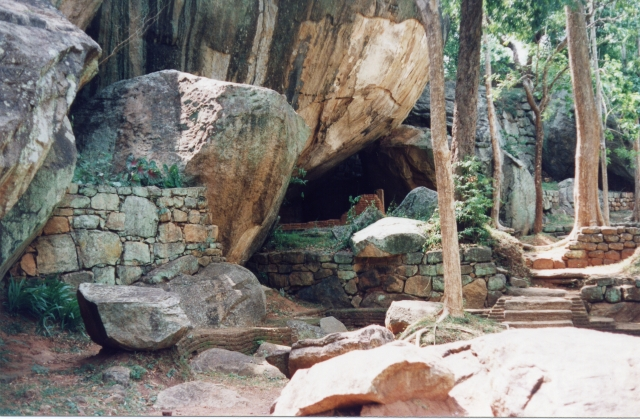
Una cel·la del palau baix.
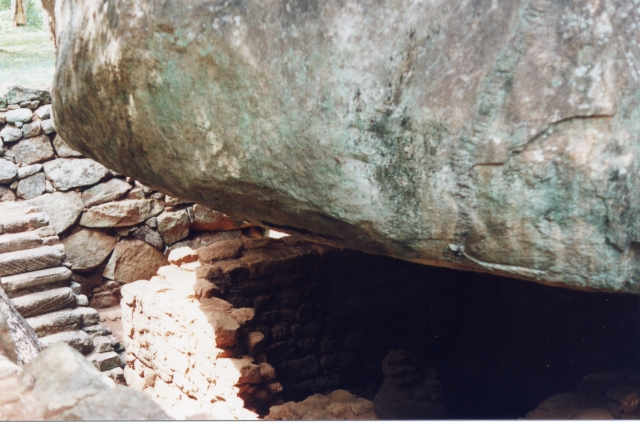
Una cel·la del palau baix.

## Curiositats
- Sigiriya és usat com a localització de molts dels successos explicats en novel·les de ciència-ficció com The Fountains of Paradise d'Arthur C. Clarke, encara que Clarke va canviar el nom a Yakkagala en el seu llibre.